# Firmisanschneid
Firmisanschneid lub Firmisanschneide – szczyt w Alpach Ötztalskich, części Centralnych Alp Wschodnich. Leży w Austrii w kraju związkowym Tyrol. Od północy szczyt przykrywa lodowiec Wannetferner, a od południa Gurgler Ferner. Sąsiaduje z Hintere Spiegelkogel na północy i z Schalfkogel na południu.
Szczyt można zdobyć drogami ze schroniska Ramolhaus (3006 m). Pierwszego wejścia dokonali Franz Senn, Ludwig Darmstaedter i Anselm Klotz w 1870 r.